# Oxythyrea funesta
Oxythyrea funesta là một loài bọ cánh cứng trong họ Scarabaeidae, phân họ Cetoniinae.

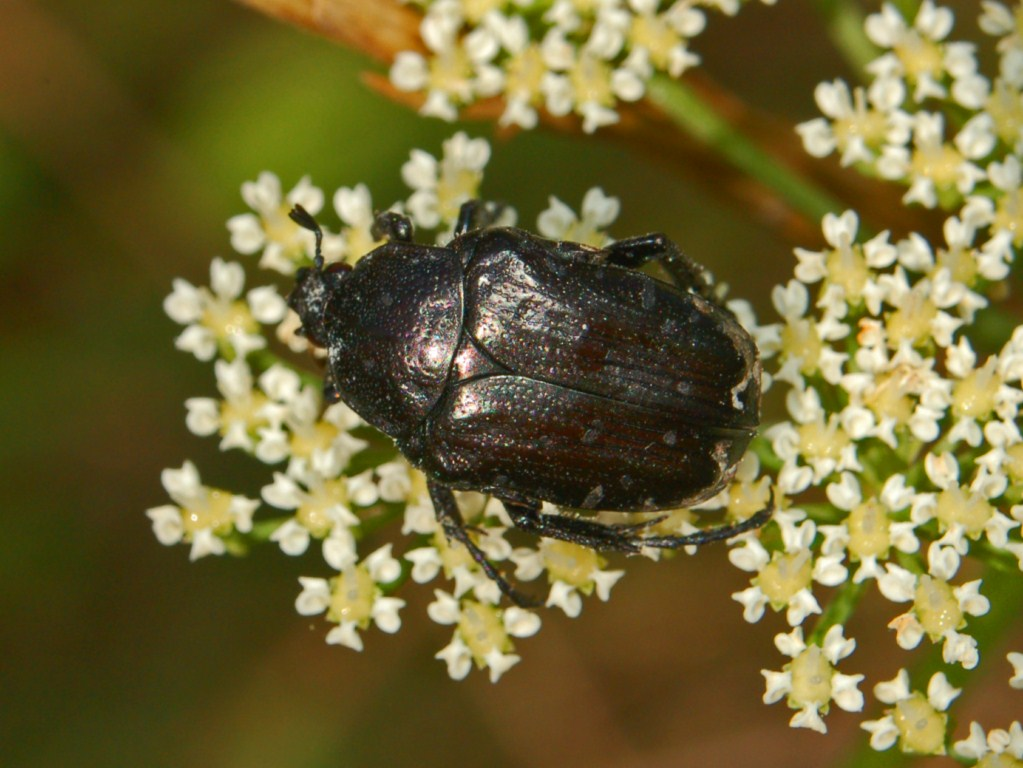
O. Funesta – Older specimen

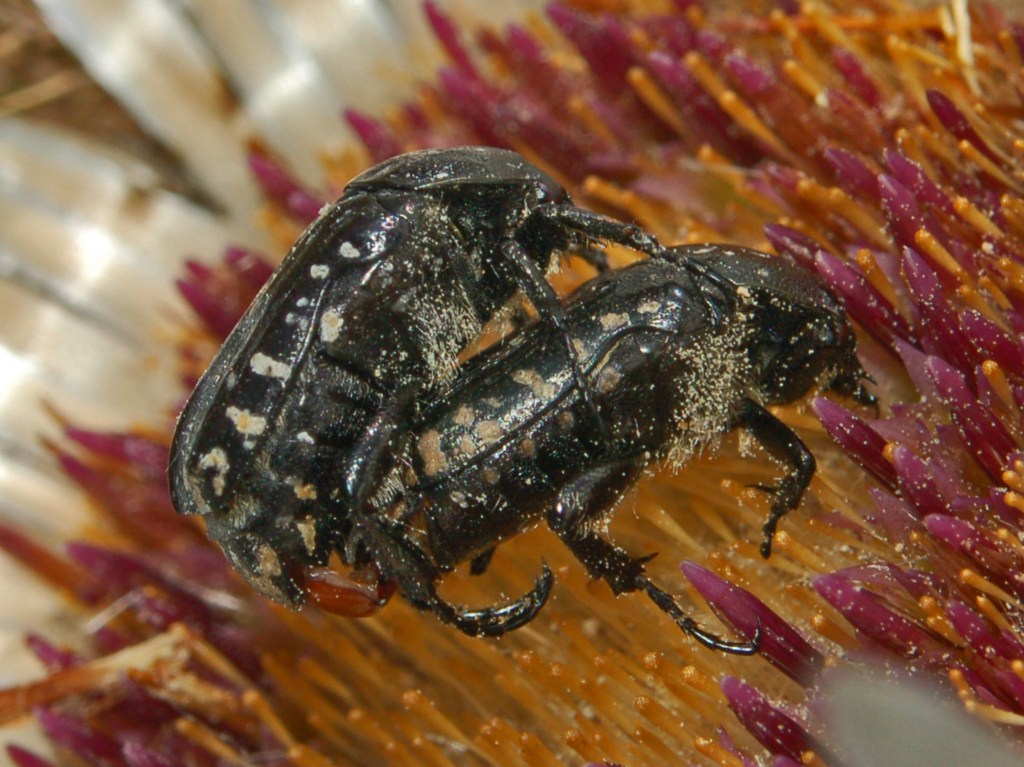
Mating pair

Loài này có mặt ở khắp châu Âu, vùng Đông miền Cổ bắc và Cận Đông. Ấu trùng dài 30 mm, và chúng ăn rễ cây và có thể ngủ trong đất cho đến mùa xuân năm sau.

## Phân loài
- Oxythyrea funesta var. consobrina Villa
- Oxythyrea funesta var. deleta Mulsant

## Hình ảnh

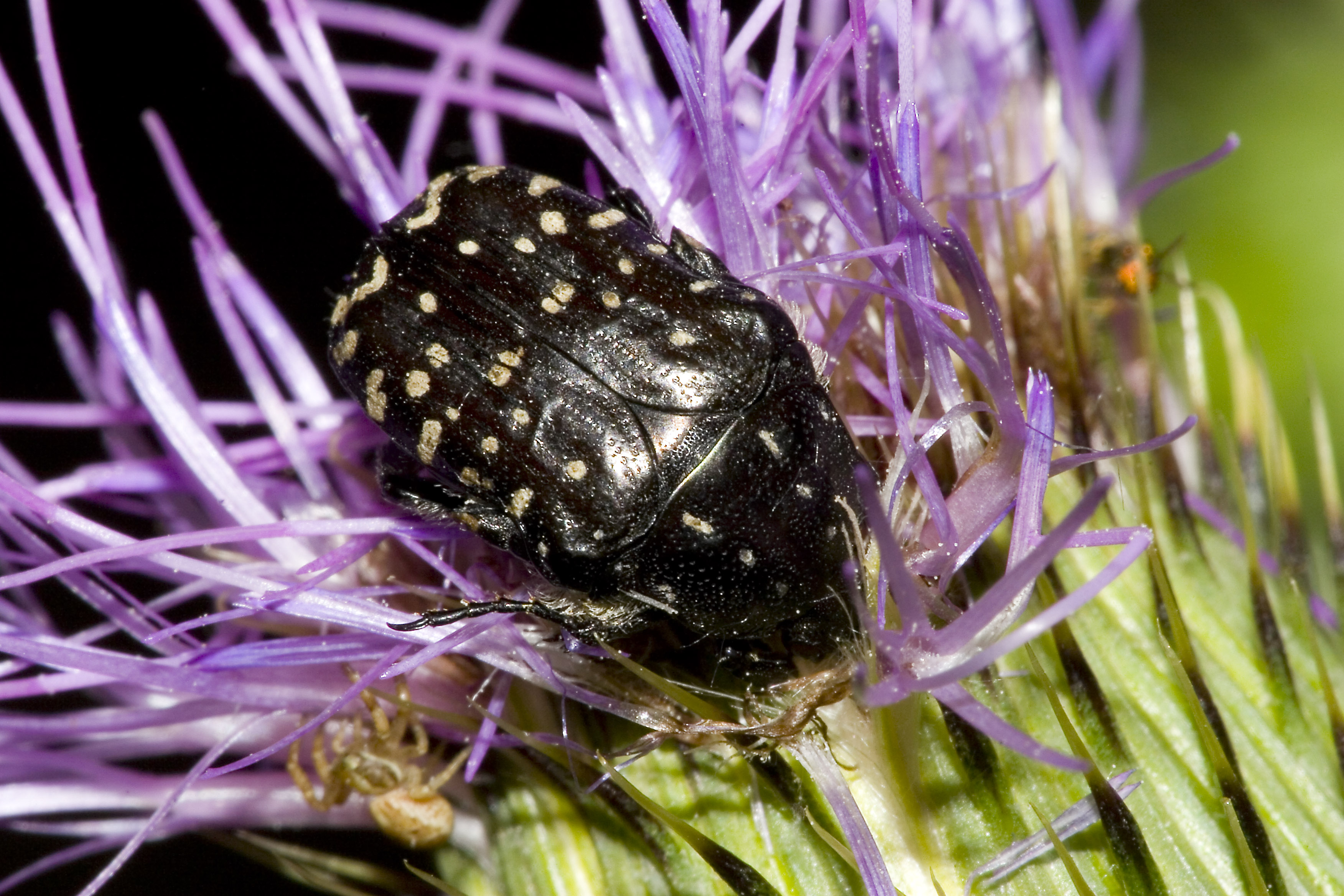
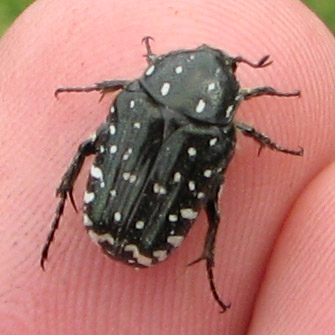
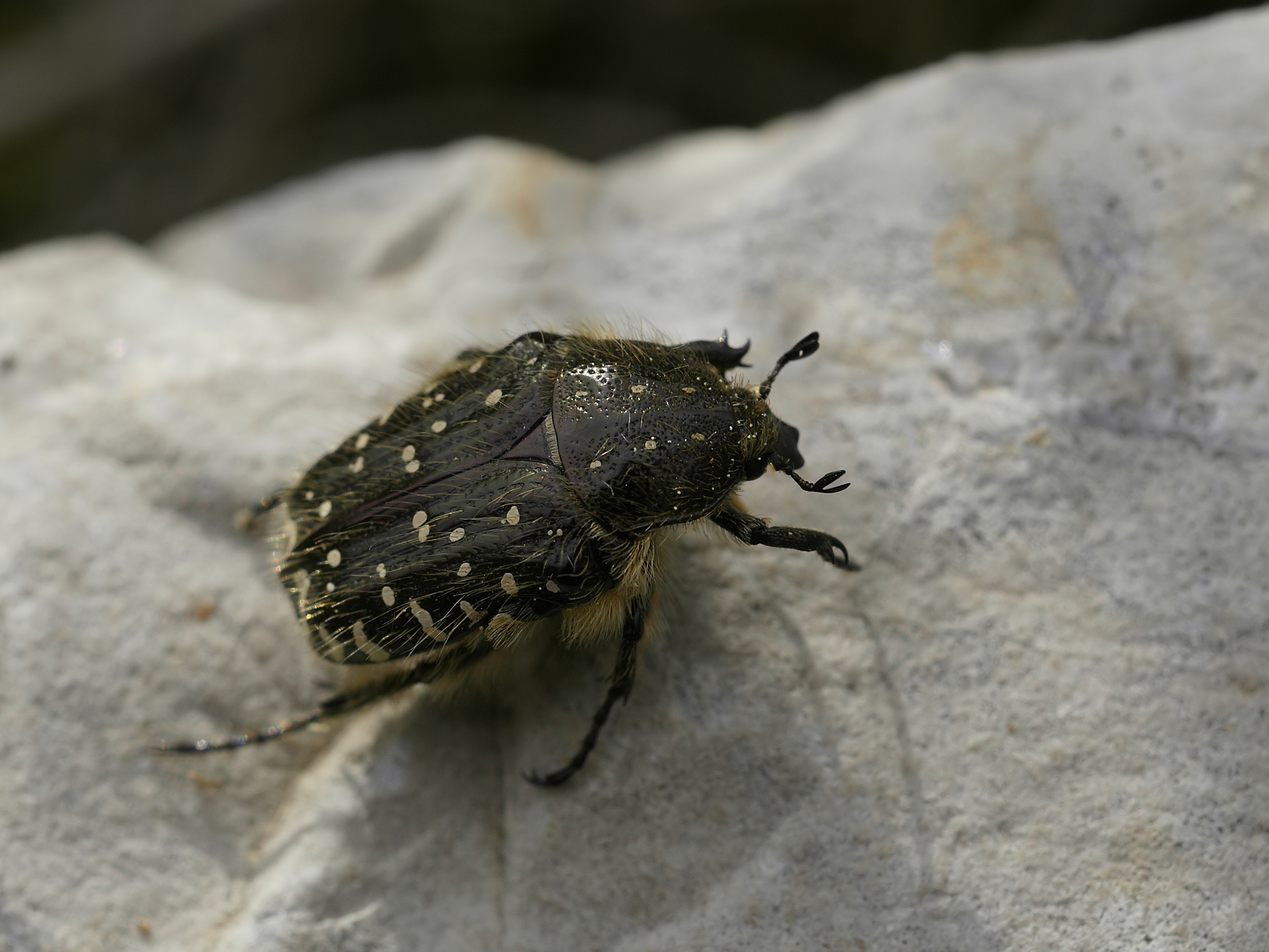
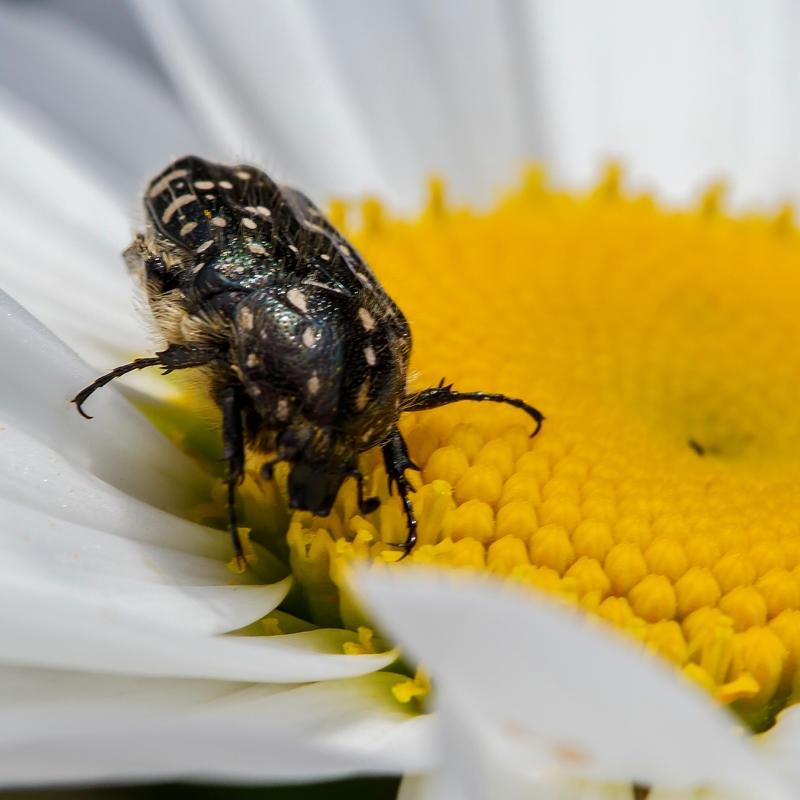